# 獨立媒體
獨立媒體，或稱另類媒體，是指不由大型機構掌控（例如政府或企業）、在資金與運作上獨立經營的媒體組織，相對概念為「主流媒體」 。該詞現今多指非主流的新興媒體，由民間自發而成，撰寫個人角度的民間報導，一般強調為弱勢發聲、推動社會進步，多以網站的形式經營。

## 種類
包括以文字及視訊為主的獨立媒體網站（若只由個人，不組成群體，則自己作部落客），或以聲音為主的網絡電台（若只由個人，不組成群體，則自己作播客）。

## 外部連結
- 獨立媒體（页面存档备份，存于）